# برج رولكس
برج رولكس Rolex Tower هو برج مكون من 59 طابق في دبي في الإمارات العربية المتحدة. يبلغ إجمالي الارتفاع الهيكلي للبرج 235 م (771 قدم). تم الانتهاء من بناء برج رولكس عام 2010؛ تم الافتتاح في 7 نوفمبر 2010. يضم المبنى مساحات سكنية وتجارية، وهو مملوك لشركة أحمد صديقي وأولاده وهي الموزع المعتمد لساعات رولكس السويسرية في دولة الامارات.

## الجوائز
حاز تصميم البرج عدة جوائز محلية وعالمية من أهمها:
- جائزة التميز لأفضل مبنى شاهق في الشرق الأوسط وأفريقيا لعام 2011،
- جائزة مشروع العام الابتكاري المقدمة من مجلة المهندس المعماري لعام 2011
- جائزة الشرف من معهد AIA للتصميم الإقليمي والحضري – فرع الشرق الأوسط لعام 2014.

## التصميم
بشكل التصميم المعماري للبرج مزيجاً بين البساطة والرقي ويتميز بواجهته الزجاجية التي تتوهج بعد شروق الشمس كالفانوس المضيء، حيث تبرز بلونها التركوازي وهي غير شفافة في الطوابق السفلية، لكنها تتحول الى شبه شفافة عند القمة.

## أنظر أيضًا
- قائمة أطول أبراج دبي
- مجموعة صديقي القابضة

## روابط خارجية
- إمبوريس
- صفحة مشروع SOM.com